# 메이린칸

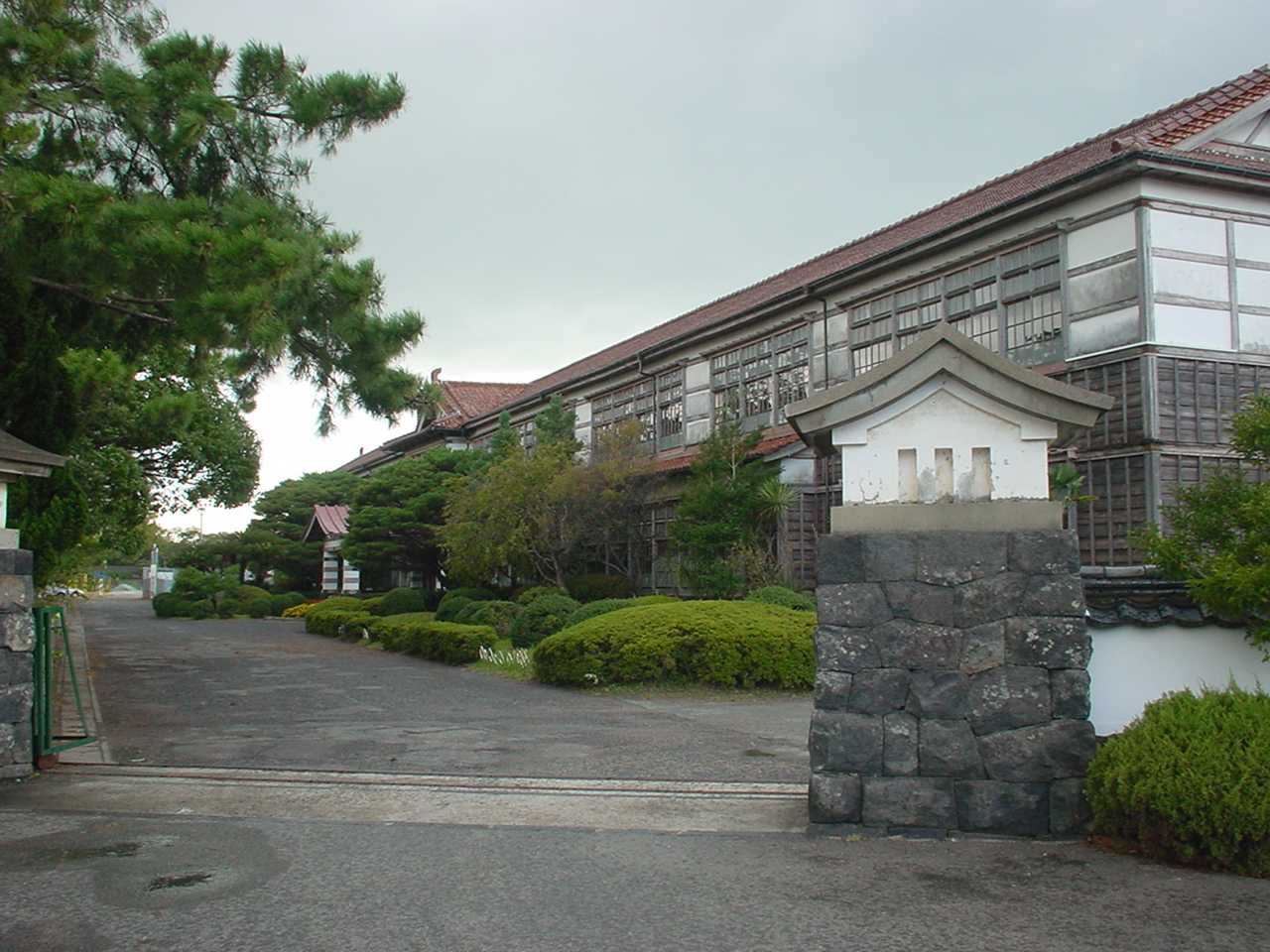
하기 명륜관 부지 위에 세워진 하기시립메이칸 소학교

메이린칸(일본어: 明倫館)은 조슈번의 번교로, 미토번에 있었던 히로미치관, 오카야마번에 있었던 시즈타니 학교와 더불어 일본 3대 학부 중 하나라고 칭하였다.
1718년 하기 번의 6대 번주 모리 요시모토가 하기성 세 번째 성곽 근처에 대지 940평으로 창건했다. 1849년에는 14대 번주 모리 타카치카가 번정 개혁에 따라 하기성 아래 강쪽으로 이전하여, 부지 15,184평, 건물 총 평수 11,328평, 연병장 3,020평으로 확장했다. 이곳은 도서관으로서의 기능도 가지고 있었다.
1863년 번청의 야마구치 이전에 따라 우에다 호요가 1815년에 야마구치시 강변에 개설했던 사숙 야마구치 강당(이후 야마구치 강습당)을 야마구치 명륜관으로 개칭하고, 번교로 고쳐 사용하여 하기와 야마구치 두 명륜관이 병립하게 된다. 책임자로서 명륜관 총봉행 직책이 설치되어 가판을 맡은 관리가 운영을 했다.

## 하기 명륜관

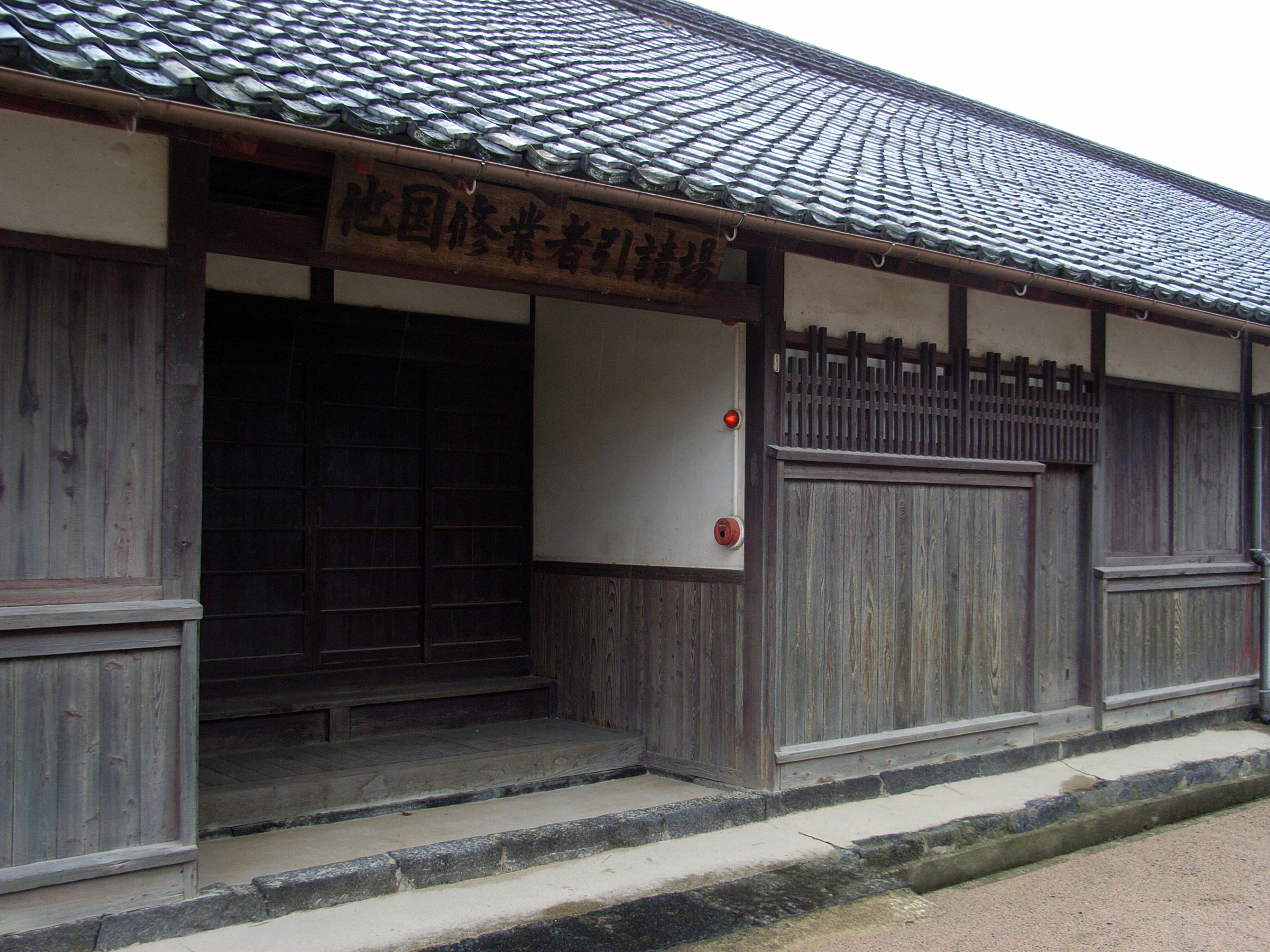
명륜관 유비관

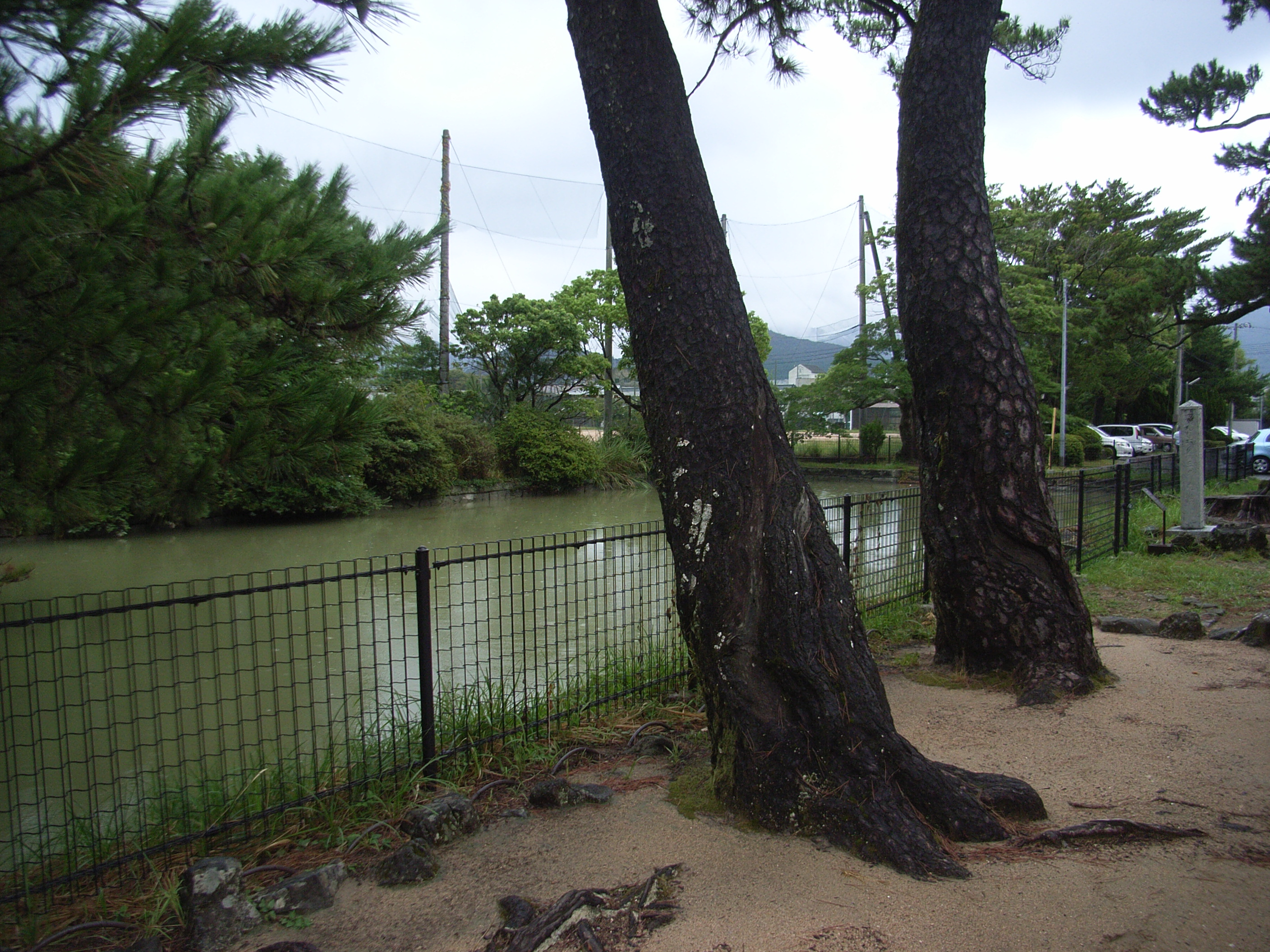
명륜관 연못.

하기 명륜관은 현재 하기 시립 메이린 초등학교 부지 안에 있으며, 유비관, 연못, 성현당 등의 유구가 남아 있다. 1929년 12월 17일 국가 사적으로 지정되었다.
고야마 유(小山ゆう)의 데뷔작 《나는 직각》(おれは直角)은 하기 명륜관이 무대이다.
이곳에서 배출한 역사적으로 저명한 인물에는 다음과 같은 이들이 있다.
- 기도 다카요시
- 나가이 우타
- 요시다 쇼인
- 다카스기 신사쿠
- 이노우에 가오루
- 구니시게 마사부미
- 미우라 고로

## 야마구치 명륜관
야마구치 명륜관은 야마구치 강습당 시대 분큐 원년 1861년에 야마구치 시내 중심의 가메 야마(亀山) 동쪽 기슭에 있는 해자로 둘러싸인 광대한 부지(가메야마 교지)에 이전했다.

## 가메야마 교치
가메야마 교지는 그 후신으로 여러 학교(옛 야마구치 고등학교 → 구제 야마구치 고등 상업학교 → 구제 야마구치 경제 전문학교 → 야마구치 대학 경제학부)로 계승되어, 110년에 걸쳐 사용되었다. 1973년, 경제학부가 야마구치 대학 본부가 있는 요시다 (히라카와) 캠퍼스로 이전하여 통합된 후에는 공원 도로 건설을 위해 번교이래 해자도 묻혀 있었지만, 그 일부는 복원 되었고, 철거지에는 야마구치 현립 미술관, 봉양관(봉양회 < 야마구치 대학 경제학부, 옛 고등상업학교, 옛 경제전문학교 동창회관), 봉양 기숙사 노래비가 세워져 있다.
오무라 마스지로가 조슈 정벌을 앞두고 명륜관 병학관 교수로, 야마다 아키요시 등이 보문사 학원(일명 삼병 학원) 학생에게 사관 양성을 위한 현대 병학 교련을 한 곳이 여기 가메야마 학교 터이다.

## 같이 보기
- 야마구치 대학